# فیندلای (اوهایو)
فیندلای(به انگلیسی: Findlay) شهری در ایالت اوهایو کشور ایالات متحده آمریکا است که جمعیت آن در سرشماری سال ۲۰۱۰ میلادی، ۴۱٬۲۰۲ نفر بوده‌است.